# Pedicularis howellii
Pedicularis howellii är en snyltrotsväxtart som beskrevs av Asa Gray. Pedicularis howellii ingår i släktet spiror, och familjen snyltrotsväxter. Inga underarter finns listade i Catalogue of Life.